# Kozí vrch
Der Kozí vrch (deutsch Ziegenberg) ist ein markanter Felsberg im linkselbischen Böhmischen Mittelgebirge. 

## Lage und Umgebung
Der Kozí vrch liegt im Elbtal etwa 8 km östlich von Ústí nad Labem im „Verneřické středohoří“ genannten Teil des Böhmischen Mittelgebirges. Unmittelbar am Fuß des Berges liegen das zur Gemeinde Povrly (Pömmerle) gehörende Dorf Neštědice (Nestersitz) sowie das zu Ústí nad Labem gehörige kleine Dorf Vesely (Wesseln). Direkt gegenüber am anderen Elbufer befindet sich die Gemeinde Velké Březno (Großpriesen).

## Bergsport
Die Felsflanken des Berges dienten in der Vergangenheit auch als Bergsportgelände. Bereits im Jahre 1910 wurde die erste Route in der Nordseite durch deutsche Kletterer eingerichtet. Eine weitere Erschließung fand dann erst in jüngerer Zeit durch tschechische Kletterer statt. Heute ist der Berg aus Naturschutzgründen ganzjährig für den Klettersport gesperrt.

## Aussicht

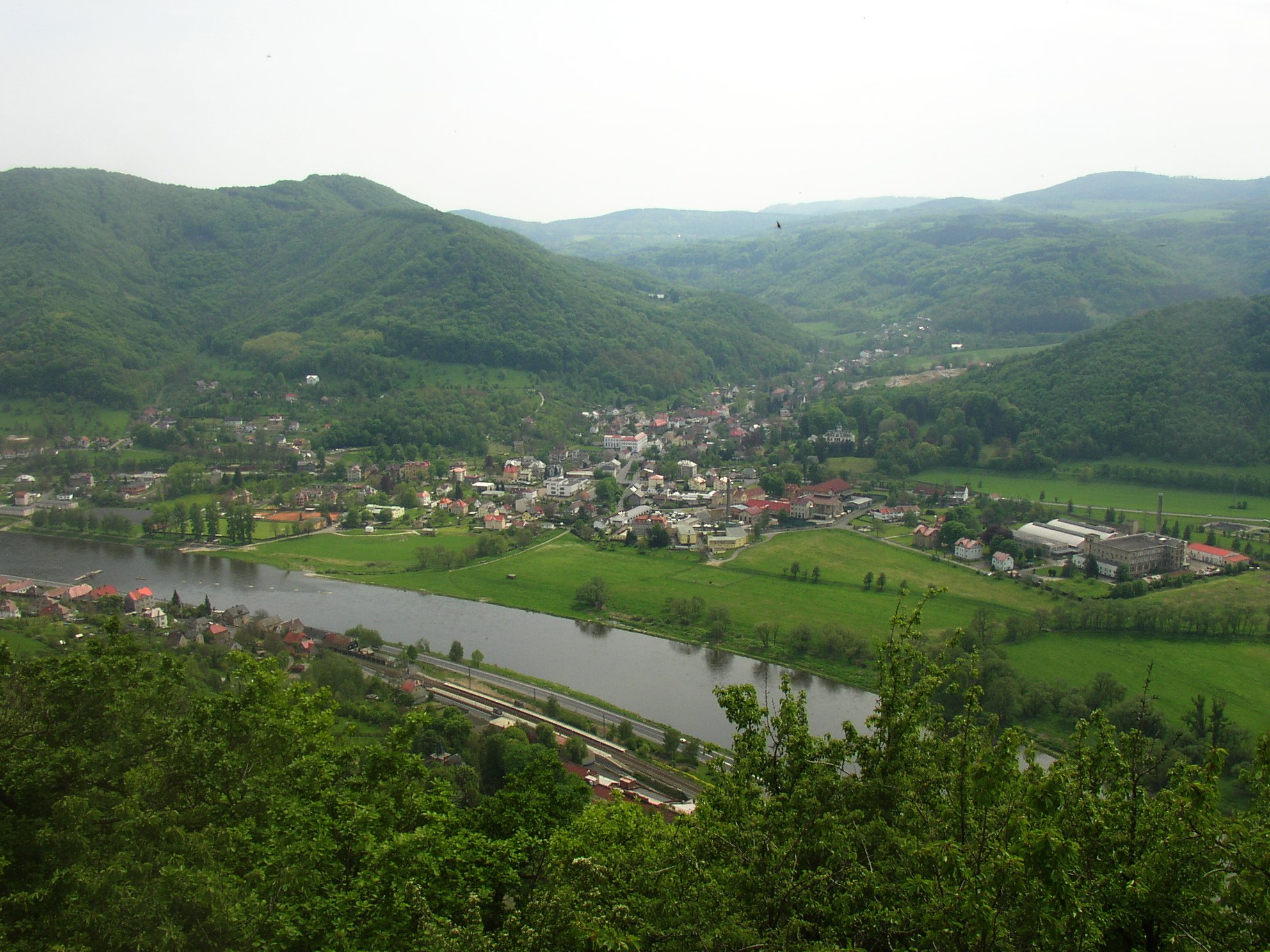
Blick auf Velké Březno

Vom Gipfel des Kozí vrch eröffnet sich besonders in westlicher Richtung ein weitläufiges Panorama in das tief eingeschnittene Tal der Elbe, in Richtung Ústí nad Labem und über das Nordböhmische Becken hinweg auf den Südabfall des Erzgebirges mit Komáří vížka (Mückentürmchen), Bouřňák (Stürmer) und Loučná (Wieselstein). Bei guter Fernsicht reicht der Blick bis zum Klínovec (Keilberg) und Fichtelberg.

## Wandern
Über die Schulter des Kozí vrch führt eine grün markierte Wanderroute, die von Neštědice kommend zur Burg Blansko (Blankenstein) und dann nach Neštěmice (Nestomitz) verläuft. Ein kurzer Abzweig führt zum Berggipfel.